# الاتحاد الألماني للمرشدات
الاتحاد الألماني للمرشدات هو المنظمة التوجيهية الوطنية في ألمانيا ويتبع الرابطة العالمية للمرشدات وفتيات الكشافة. يضم الاتحاد حوالي 47,688 عضوة (اعتبارا من 2008).